# Silvio Quintero
Silvio Quintero (13 april 1950) is een voormalig profvoetballer uit Colombia, die gedurende zijn carrière als doelman onder meer speelde voor Deportes Tolima, América de Cali en Atlético Bucaramanga.

## Interlandcarrière
Quintero nam met het Colombiaans voetbalelftal deel aan de Olympische Spelen van 1972 in München, waar de ploeg uit Zuid-Amerika in de voorronde werd uitgeschakeld na nederlagen tegen Polen (5-1) en Oost-Duitsland (6-1), en een overwinning op Ghana (3-1). Hij speelde mee in de laatste wedstrijd tegen Ghana. Antonio Rivas kreeg in de eerste twee duels de voorkeur van bondscoach Todor Veselinović.